# Monica Sweetheart

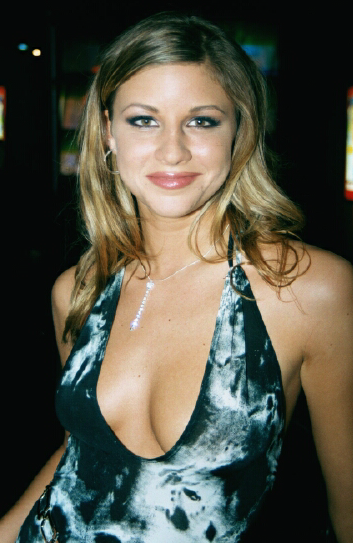
Monica Sweetheart, 2002

Monica Sweetheart (* 23. Juni 1981 in Beroun als Monica Rakoczyova) ist eine ehemalige tschechische Pornodarstellerin.

## Biografie
Sie begann kurz nach ihrem achtzehnten Geburtstag mit ihrer Pornokarriere. Sie lebt in Prag und im Süden Kaliforniens.
Bisher hat sie in über 260 Filmen mitgewirkt (u. a. in Folge 3 der Serie Jack’s Playground und in Groupie Love). Ferner ist sie in der interaktiven DVD-Reihe My Plaything … zu sehen. Auf der rechten Schulter trägt sie ein Tattoo, welches einen Hummer zeigt. Sie war eine enge Freundin ihrer 2004 verstorbenen Kollegin Lea De Mae.
Im Jahr 2004 war Monica Sweetheart mit ihrer Szene in Eye of the Beholder für den Best Group Scene Award der X-rated Critics Organization (XRCO) nominiert. Sie wurde in der Vergangenheit durch die Agentur LA Direct Models repräsentiert, mittlerweile ist sie zu der tschechischen Agentur Absolute Stars gewechselt. Des Weiteren arbeitet sie als Internet-Livecam-Darstellerin Monicasweetheartpornstar für die Firma TNAcast. Am 26. November 2006 hatte Sweetheart einen Auftritt in der belgischen Comedy-Show Willy’s en Marjetten.

## Auszeichnungen & Nominierungen
- 2001: FICEB Award: Ninfa 2001 a la mejor Actriz de reparto (Beste Nebendarstellerin) für Face Dance Obsession[2]
- 2004: AVN Award Nominierung – Female Foreign Performer of the Year
- 2005: AVN Award Nominierung – Best Group Sex Scene – Video – Eye of the Beholder